# مطار أرتورو ميرينو بينيتيز الدولي
مطار أرتورو ميرينو بينيتيز الدولي (بالإسبانية: Aeropuerto Internacional Arturo Merino Benítez) ويعرف أيضا باسم مطار سانتياغو الدولي (إياتا: SCL، إيكاو: SCEL)، هو مطار دولي يقع في العاصمة سانتياغو. يعد المطار الأكبر والأكثر نشاطا في تشيلي.
يسير المطار رحلات داخلية وأخرى دولية إلى وجهات في أوروبا وأوقيانوسيا وآسيا والأمريكيتين.

## الخطوط والوجهات

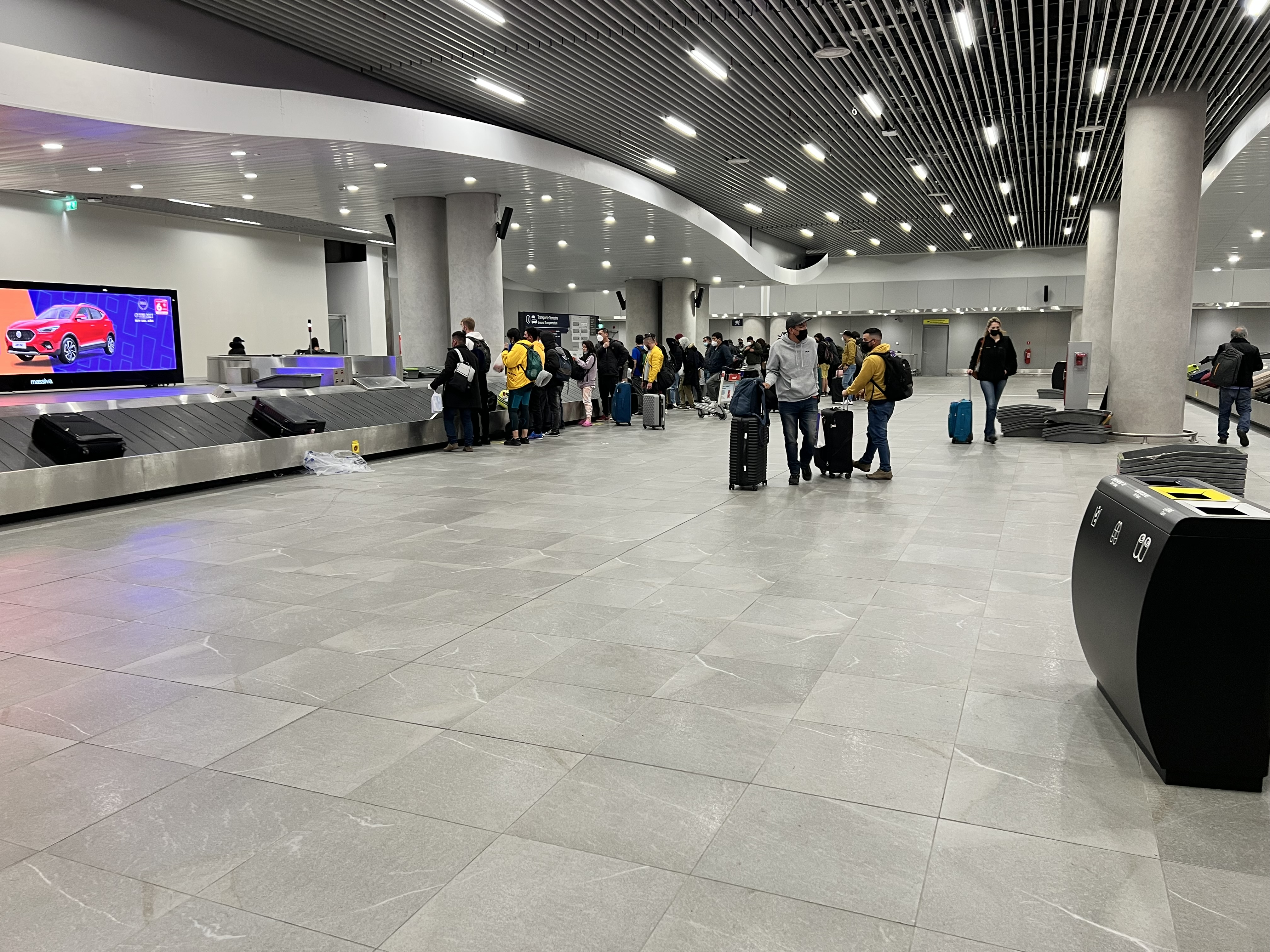
منطقة استلام الأمتعة في مبنى المطار الدولي.

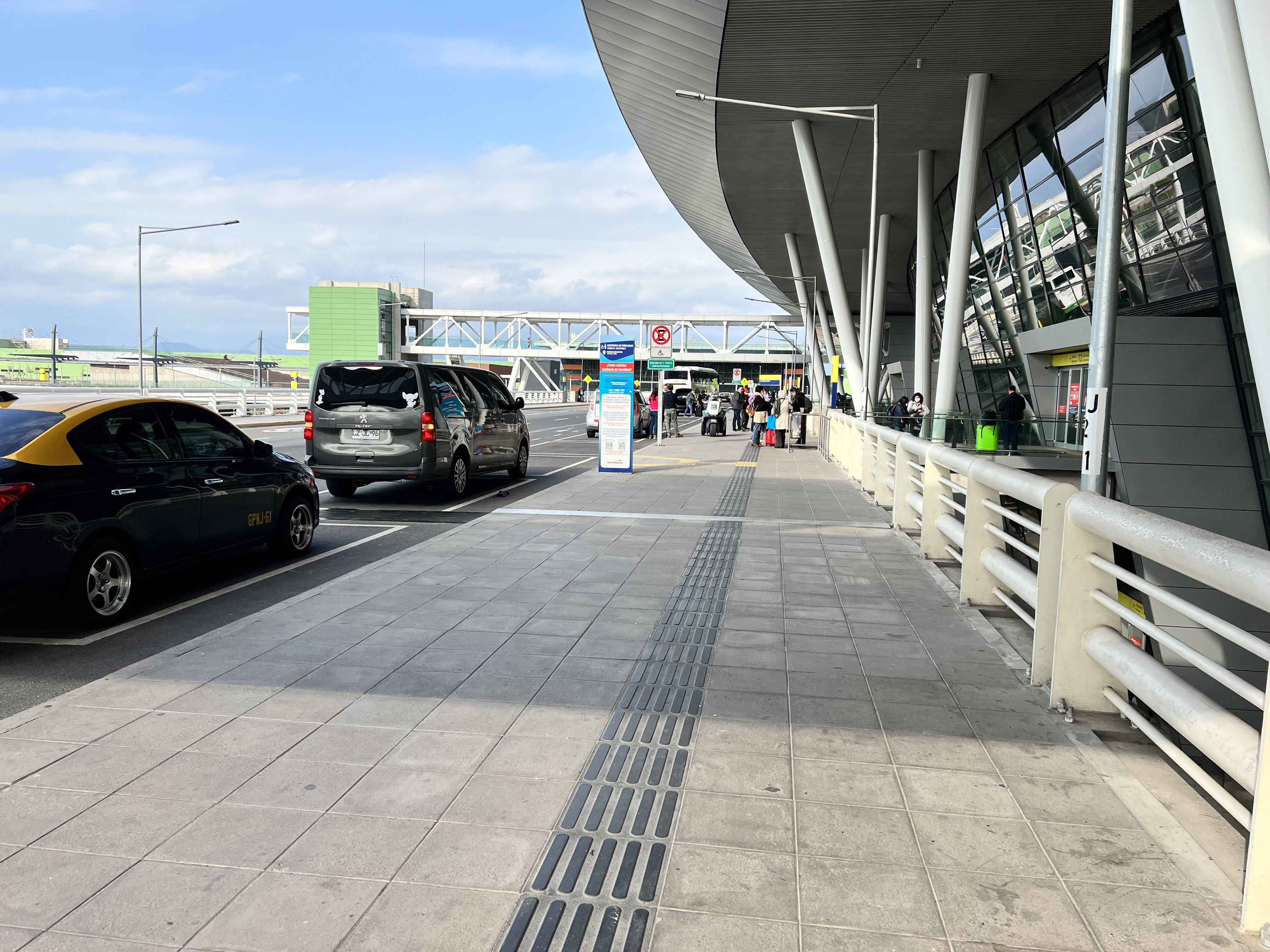
محطة المغادرة في مبنى المطار الدولي.

### المسافرين
| شركـات طيـران                   | الوجهات |
| ------------------------------- | --- |
| الخطوط الجوية الأرجنتينية       | Buenos Aires–Aeroparque، Mendoza |
| طيران المكسيك                   | موسمي: مطار بينيتو خواريز الدولي |
| طيران كندا                      | مطار تورونتو بيرسون الدولي |
| الخطوط الجوية الفرنسية          | مطار باريس شارل ديغول |
| الخطوط الجوية الأمريكية         | مطار دالاس فورت ورث الدولي، مطار ميامي الدولي |
| أفيانكا                         | مطار إلدورادو الدولي، Cartagena |
| الخطوط الجوية البريطانية        | مطار لندن هيثرو |
| خطوط كوبا الجوية                | مطار توكومين الدولي |
| خطوط دلتا الجوية                | مطار هارتسفيلد جاكسون |
| أيبيريا (شركة طيران)            | مطار مدريد باراخاس الدولي |
| JetSmart Argentina              | Buenos Aires–Aeroparque، مطار الوزير بيستارينيي الدولي |
| JetSmart Chile ‏                 | Antofagasta، Arequipa، Arica، مطار إلدورادو الدولي، مطار الوزير بيستارينيي الدولي، Calama، Cali، Castro، Concepción، Copiapó، Coyhaique، Foz do Iguaçu، Iquique، La Serena، مطار خورخي تشافيز الدولي، مطار خوسية ماريا كوردوفا الدولي، مطار كاراسكو الدولي، Puerto Montt ‏، Punta Arenas ‏، مطار ريو دي جانيرو الدولي، مطار غواروليوس الدولي، Temuco، Trujillo، Valdivia موسمي: Puerto Natales ‏ |

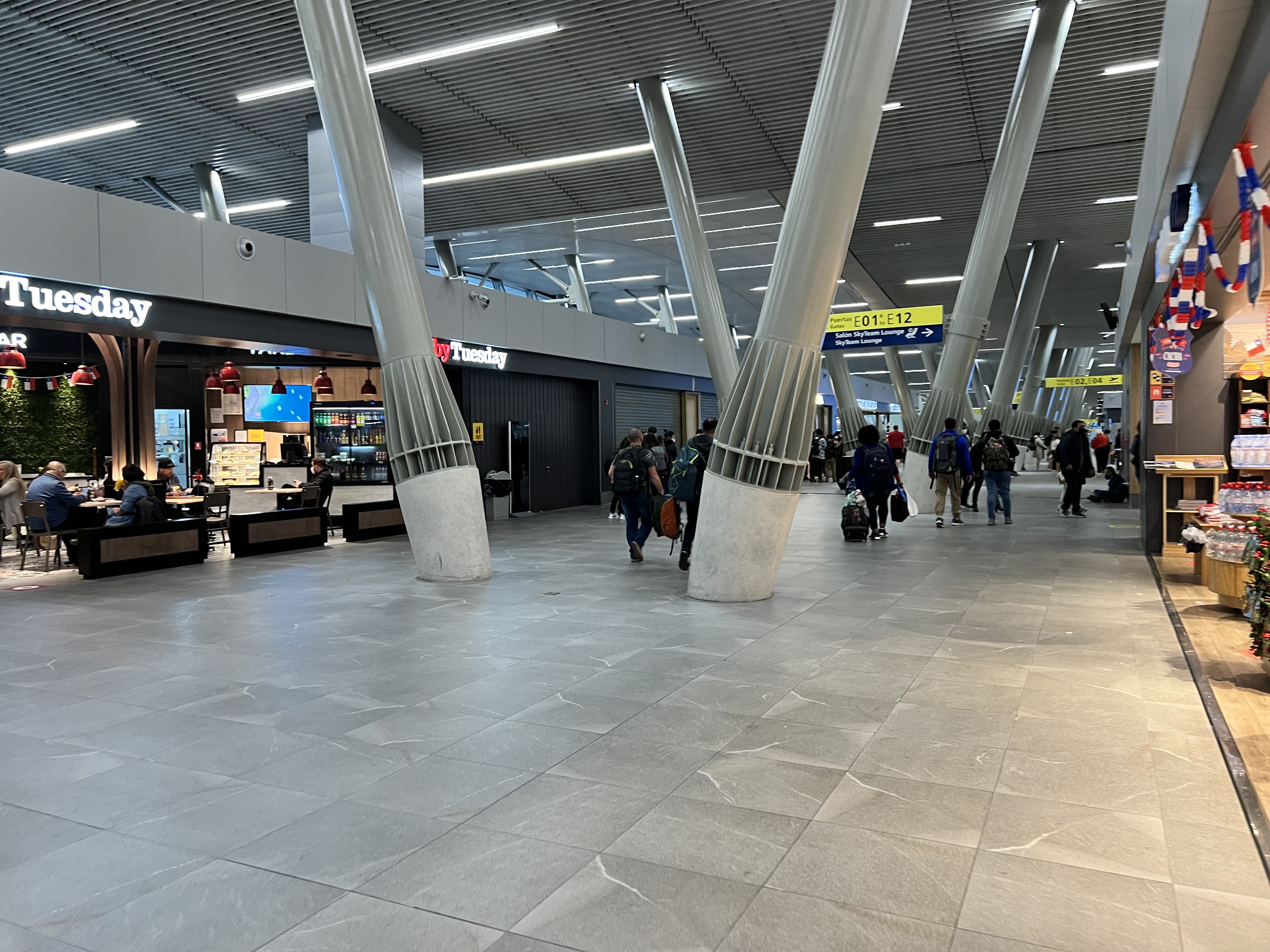
الممر الرئيسي في مبنى المطار الدولي.

| الخطوط الجوية الملكية الهولندية | مطار سخيبول أمستردام، مطار الوزير بيستارينيي الدولي |
| لاتام البرازيل                  | Mendoza، مطار غواروليوس الدولي |
| خطوط لان الجوية                 | Antofagasta، Arica، مطار أوكلاند الدولي، مطار إلدورادو الدولي، Buenos Aires–Aeroparque، مطار الوزير بيستارينيي الدولي، Calama، Cancún، Castro (تنتهي في 30 يوليو 2023)، Concepción، Copiapó، Córdoba (AR) ‏، Coyhaique، Curitiba، Easter Island، Iquique، La Paz، La Serena، مطار خورخي تشافيز الدولي، مطار لوس أنجلوس الدولي، مطار مدريد باراخاس الدولي، مطار ملبورن الدولي (تستأنف في 1 سبتمبر 2023)، Mendoza، مطار بينيتو خواريز الدولي، مطار ميامي الدولي، مطار كاراسكو الدولي، مطار جون إف كينيدي الدولي، Osorno، مطار فا الدولي، مطار باريس شارل ديغول، Porto Alegre، Puerto Montt ‏، Punta Arenas ‏، Punta Cana ‏، مطار ريو دي جانيرو الدولي، Santa Cruz de la Sierra–Viru Viru ‏، مطار غواروليوس الدولي، مطار سيدني، Temuco، Valdivia موسمي: Florianópolis، Puerto Natales ‏ موسمي عارض: Ushuaia |
| لاتام الإكوادور                 | Guayaquil |
| لاتام باراغواي                  | مطار سيلفيو بيتيروسي الدولي |
| لاتام بيرو                      | Cusco، مطار خورخي تشافيز الدولي |
| Level                           | مطار برشلونة الدولي |
| كانتاس                          | مطار سيدني |
| طيران سكاي                      | Antofagasta، Arica، مطار إلدورادو الدولي، Buenos Aires–Aeroparque، مطار الوزير بيستارينيي الدولي، Calama، Concepción، Copiapó، Coyhaique، Florianópolis، Iquique، La Serena، مطار خورخي تشافيز الدولي، Mendoza، Osorno، Puerto Montt ‏، Punta Arenas ‏، مطار ريو دي جانيرو الدولي، مطار غواروليوس الدولي، Temuco، Valdivia موسمي: مطار الملكة بياتريس الدولي، Castro، Porto Alegre (تبدأ في 12 يونيو 2023)، Puerto Natales ‏، San Carlos de Bariloche ‏ |
| الخطوط الجوية المتحدة           | مطار جورج بوش الدولي |

### الشحن
| شركـات طيـران               | الوجهات |
| --------------------------- | --- |
| طيران أطلس                  | Campinas–Viracopos، مطار ميامي الدولي                                                                                            |
| أفيانكا للشحن ‏              | مطار إلدورادو الدولي |
| كارغولوكس                   | Aguadilla، مطار سخيبول أمستردام، مطار إلدورادو الدولي، مطار لوكسمبورغ                                                            |
| الخطوط الجوية الصينية للشحن | مطار لوس أنجلوس الدولي |
| DHL Aero Expreso            | مطار ميامي الدولي، مطار توكومين الدولي                                                                                           |
| الخطوط الجوية الإثيوبية     | مطار أديس أبابا بولي الدولي، Campinas–Viracopos، مطار مورتالا محمد الدولي                                                        |
| فيديكس إكسبرس               | مطار الوزير بيستارينيي الدولي، مطار ممفيس الدولي                                                                                 |
| كوريا للطيران               | Campinas–Viracopos، مطار إنتشون الدولي                                                                                           |
| لاتام للشحن تشيلي ‏          | مطار سخيبول أمستردام، مطار بروكسل الدولي، مطار الوزير بيستارينيي الدولي، Campinas، مطار ميامي الدولي، مطار ماريسكال سوكري الدولي |
| لوفتهانزا للشحن             | مطار فرانكفورت |
| Martinair                   | Aguadilla، مطار سخيبول أمستردام، مطار إلدورادو الدولي، Guayaquil، مطار ميامي الدولي، مطار ماريسكال سوكري الدولي                  |
| خطوط يو بي إس الجوية        | مطار الوزير بيستارينيي الدولي، Campinas                                                                                          |
| Western Global Airlines     | مطار ميامي الدولي |